# نرمین هاسکیچ
نرمین هاسکیچ (انگلیسی: Nermin Haskić؛ زادهٔ ۲۷ ژوئن ۱۹۸۹) بازیکن فوتبال اهل بوسنی و هرزگوین است که در پست مهاجم بازی می‌کند.
از باشگاه‌هایی که در آن بازی کرده‌است می‌توان به باشگاه فوتبال ژیلینا و باشگاه فوتبال سارایوو اشاره کرد.
وی همچنین در تیم ملی فوتبال بوسنی و هرزگوین بازی کرده‌است.
هاسکیچ اولین بازی خود را برای تیم ملی بوسنی و هرزگوین در 16 دسامبر 2011، در باخت 1–0 در بازی دوستانه مقابل لهستان انجام داد.